# Michel Hiblot
Michel Hiblot (* 19. April 1943 in Ézanville) ist ein ehemaliger französischer Sprinter, der sich auf den 400-Meter-Lauf spezialisiert hatte.
1963 siegte er bei den Mittelmeerspielen über 400 m und in der 4-mal-400-Meter-Staffel.
Bei den Olympischen Spielen 1964 in Tokio wurde er Achter in der 4-mal-400-Meter-Staffel.
Seine persönliche Bestzeit von 47,2 s stellte er 1963 auf.